# 覺羅寶興
觉罗宝兴（穆麟德轉寫：gioroi boohing，1777年—1848年），字献山，谥文庄，满洲镶黄旗人，进士出身，清朝政治人物。

## 生平

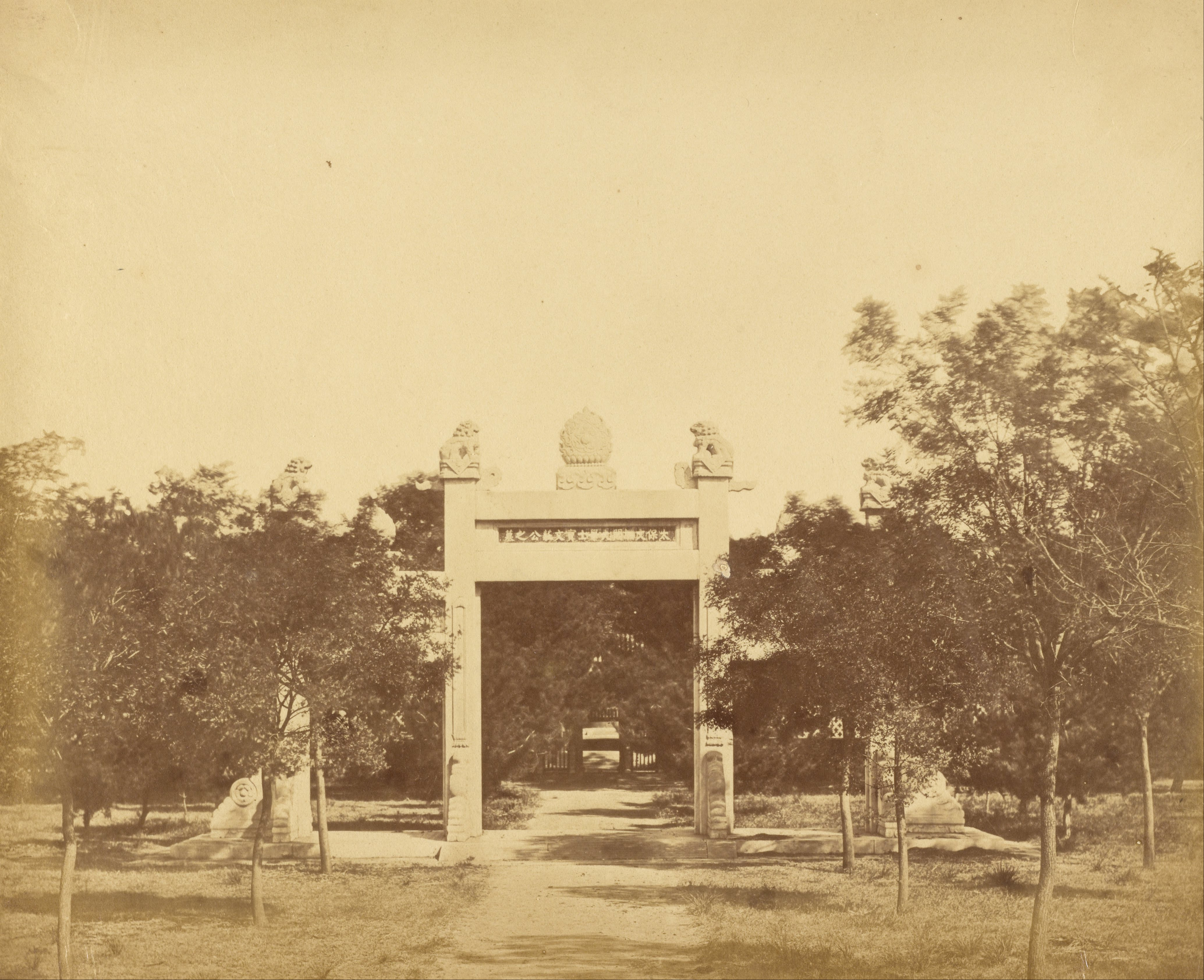
1860年Felice Beato拍摄的觉罗宝兴墓，牌坊上题有“太保文渊阁大学士宝文庄公之墓”。该墓位于八里桥的西南。

嘉庆戊午科举人，十年（1805年）进士登第，选庶吉士，授翰林院编修，后迁任少詹事。嘉庆十八年（1813年）任内阁学士。十九年，为礼部侍郎。后因违背圣意，降大理寺卿，又牵连刊科场条例误将“高宗”写为“高祖”，再降二级等候调用。此后政海浮沉，历任三等侍卫、吐鲁番领队大臣、大理寺少卿、通政司参议、左副都御史、兵部侍郎、泰宁镇总兵、理藩院侍郎、吉林将军多个职位。道光十七年，升四川总督，但到翌年才实授。二十一年，授文渊阁大学士，留四川总督任。二十六年上京入觐，后留京管理刑部，任上书房总师傅兼翰林院掌院学士。二十八年元旦，加贈太保。同年十月逝世。

## 家庭
- 先祖觉罗刘阐 (建州女真)、(追)興祖直皇帝福滿第二子。
- 太高祖塞爾弼，騎都尉。嫡妻瓜爾佳氏（父輕車都尉阿充阿）。
- 高祖長明，康熙朝袭騎都尉、佐领、二等侍衛。嫡妻納喇氏（父哈爾奇）。
- 曾祖長笙，康熙朝佐領、三等侍衛。嫡妻舒穆祿氏（父護軍叅領常武）。胞兄長德，二等侍衛兼袭騎都尉。
- 祖父長安保，参领兼佐领。嫡妻吳佳氏（父三等侍衛業楞格）。
- 父德光，乾隆二十七年科举人，甘肃镇西府 (清朝)知府。嫡母戴氏（父錫爾泰）。
- 胞兄覺羅寶昌，内阁中书。子道光五年（1825）乙酉顺天乡试科举人覺羅鍾秀（1800-？，隶镶黄旗满洲觉罗庆昌佐领下），妻宁古塔氏（父正黄旗满洲、云南临安府知府企善）。孙覺羅普義；妻卜拉木氏（祖父山東巡撫、吉林將軍經額布；姑母卜拉木氏，嫁鑲黃旗滿洲、道光甲辰科進士薩克達氏崇保）。
- 嫡妻費莫氏遊擊舒詹之女。
- 子陝西候補道覺羅鍾齡（又鍾靈）；嫡妻納喇氏寶泉局監督常格之女、繼妻瓜爾佳氏察哈爾都統凱音布之女。孙候選同知覺羅溥節（又普杰）；妻姚氏（父内务府正白旗汉军、同治四年（1865年）乙丑科进士斌敏，胞叔科举人、内务府慶豐司郎中斌椿，高祖西陵总管内务府大臣兼礼部侍郎姚永泰）。
- 女一觉罗氏，嫁正蓝旗满洲、道光丙申恩科進士、他塔喇氏毓檢（其父嘉庆辛酉科進士秀堃）。
- 女二觉罗氏，嫁鑲紅旗滿洲、兵部左侍郎、他塔喇氏長敘（其父兵部尚書裕泰；女儿清光绪帝珍妃（生母赵氏））。
- 通过覺羅寶興家庭，清代两个彼此独立的他塔喇氏（他他拉氏）家族由此结为家庭姻亲关系。